# Off the Trolley
Off the Trolley è un cortometraggio muto del 1919 diretto da Alfred J. Goulding. Il film, di genere comico, fu interpretato da Harold Lloyd, Snub Pollard, Bebe Daniels, Sammy Brooks.

## Distribuzione
Distribuito dalla Pathé Exchange, il film - un cortometraggio in una bobina di 300 metri - uscì nelle sale degli Stati Uniti il 22 giugno 1922. La Pathé Frères lo distribuì in Francia in una versione di 240 metri l'11 giugno 1920 con il titolo Lui, sur le tramway. Ne venne poi fatta una riedizione che uscì negli USA il 3 settembre 1922.